# Pineville (bairro)
Pineville é o quarto menor bairro pertencente ao Município de Pinhais, localizado na Região Metropolitana de Curitiba, Paraná. Seu nome descende do inglês no qual significa Vila dos Pinheiros (árvores simbólicas no município e no estado).

## Características geográficas
O Bairro Pineville está localizado na região oeste (parcialmente central) do Município de Pinhais, considerado o quarto menor bairro do município, perdendo apenas para os bairros Alto Tarumã, Cláudia e Estância Pinhais. O Bairro Pineville é constituído por um total de quatro vilas: Esplanada, Palmital, Pineville e Vale da Boa Esperança, integrando um único bairro para facilitar a localização. A vila Palmital era separada da Vila Esplanada através da PR-415; a Vila Esplanada separava-se da Vila Vale da Boa Esperança através da Rua Salgado Filho; e a Vila Vale da Boa Esperança delimitava-se com a Vila Pineville através da Rua Genoveva Forlepa Kopka (rua que dava início a uma série de condomínios). À norte, o Bairro Pineville delimita-se com o bairro Alto Tarumã; à sul com o Vargem Grande, através da Avenida Ayrton Senna da Silva; à oeste com os bairros Centro e Emiliano Perneta através da Avenida Jacob Macanhan; enfim à leste, através do Rio Palmital com o bairro Amélia.
Quanto a sua localização geográfica específico, o Bairro Pineville situa-se em um terreno praticamente plano, onde as suaves inclinações oscilam de 880 à 900 metros de altura.
O gênero vegetativo no bairro abrange os populares Pinheiros-do-Paraná, que são símbolo em todo o município e no estado paranaense. Na região do Bairro Pineville está concentrado um grande nível de Eucaliptos, que já foram (não oficialmente) marco para a delimitação das antigas vilas Esplanada e Vale da Boa Esperança, atualmente integradas ao bairro Pineville, como foi dito. Infelizmente esta região foi despacho de lixo dos moradores, mas atualmente esta floresta de eucaliptos está sendo aterrada e passando por processos de limpeza por motivos ainda desconhecidos, segundo rumores, para construção de casas.
O Rio Palmital, que delimita o Bairro Pineville do Bairro Amélia, está atualmente apresentando problemas como alto nível de insalubridade em meio à muita poluição. Outro fator problemático é a instalação de casas nas margens do rio, no lado do Bairro Pineville.

## Demografia e economia
Devido à proximidade de Curitiba, o Município de Pinhais possui uma população superior a 100.000 pessoas. No Pineville, a população chega a 4 265 pessoas, um número razoável para a sua dimensão territorial.
O Bairro Pineville, localizado ao lado do Centro Pinhaiense, tornou-se um grande atrativo para empresas e comércios, distribuídos em grande quantidade pelo bairro, majoritariamente, concentrados na PR-415, também conhecida como Rodovia Deputado João Leopoldo Jacomel.

## Órgãos Públicos
- Amyntas de Barros, Colégio Estadual – Ensino Fundamental e Médio;
- José Brunetti Gugelmin, Escola Municipal – Educação Infantil e Ensino Fundamental;
- Vó Margarida, Creche Municipal de Ensino Infantil;